# RK Split
Le Rukometni Klub Split (RK Split) est un club croate de handball basé à Split.

## Historique
compétitions internationales
- demi-finaliste de la coupe EHF en 1998

compétitions nationales
- vice-champion de Croatie en 1997 et 1998

## Joueurs historiques
- Ivano Balić : de 1997-2001
- Petar Metličić: avant 1998
- Drago Vuković : avant 2002